# Rio San Crostobal
Rio San Crostobal é um rio centro-americano da Guatemala.